# Stefan Gavrilović
Stefan Gavrilović (en cirílico serbio:  Стефан Гавриловић) pintor serbio de los siglos XVIII y XIX. 
Conocido por sus iconos y frescos es considerado uno de los maestros de la pintura barroca tardía y la pintura neoclásica. Estuvo influenciado por Jakov Orfelin y Teodor Kračun. Fue maestro de Georgije Bakalović.
Realizó muchas banderas de la Primera insurrección serbia contra el Imperio otomano.

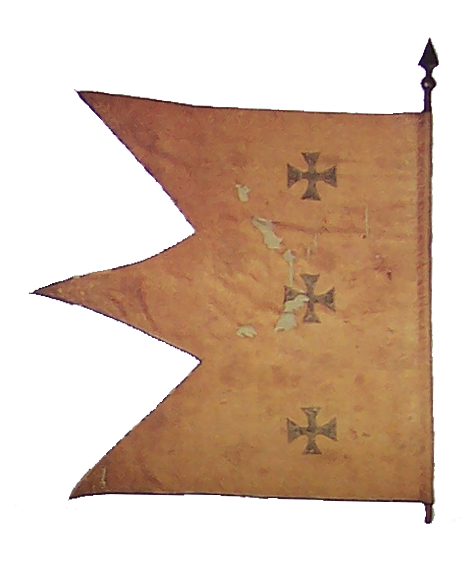
Bandera de 1804
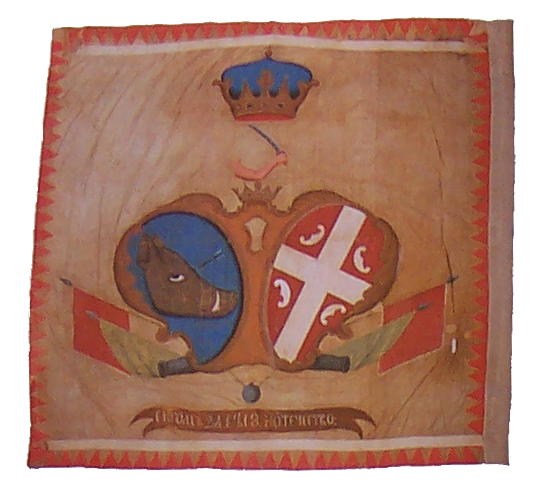
Bandera de 1809
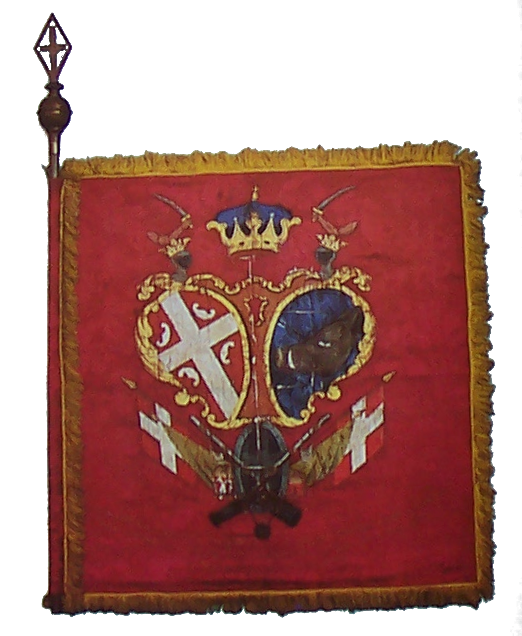
Bandera de Vaivoda, 1811